# 林士石

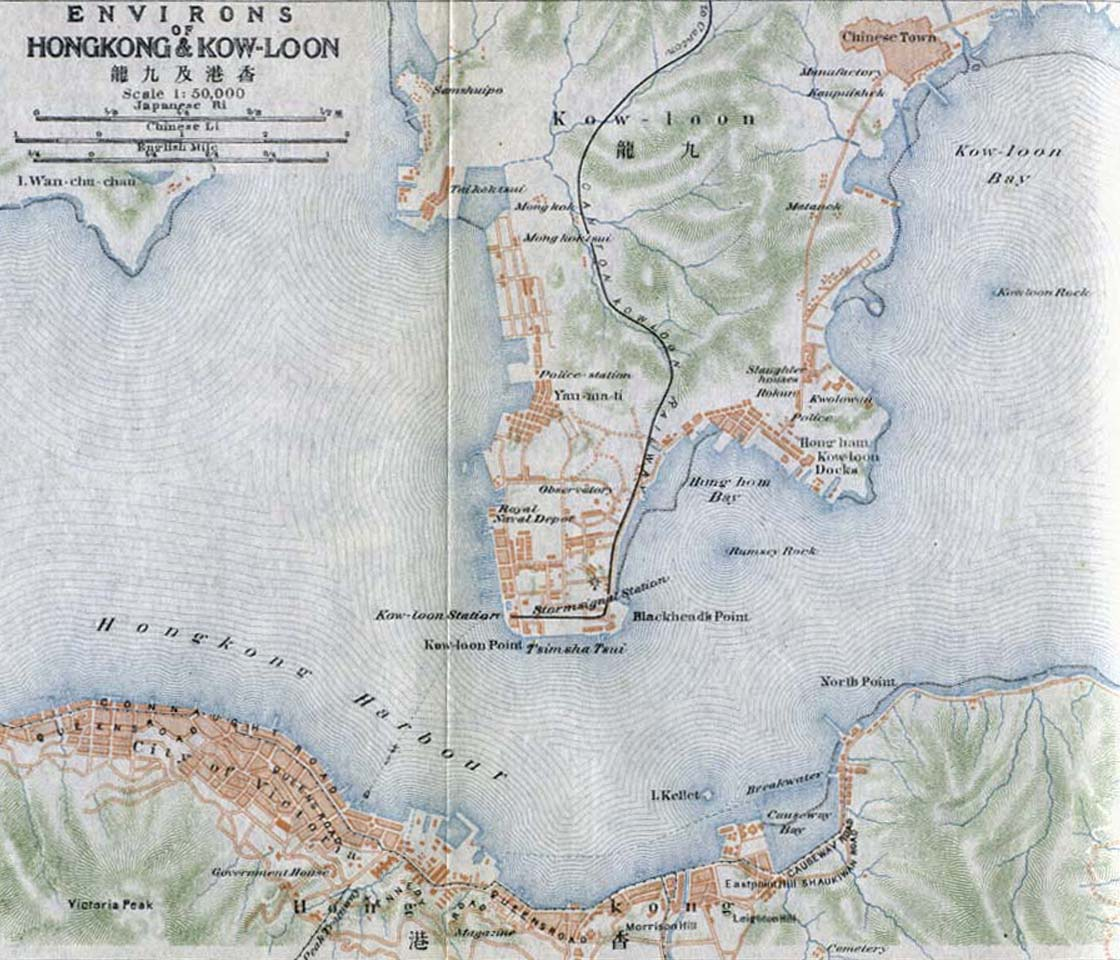
1915年におけた香港地図の中で、林士石の位置を示した

林士石（英語：Rumsey Rock）は、香港の一つの暗礁であった。九龍尖沙咀東部と紅磡の間の紅磡湾の中に位置し、九龍城区に属した。島は1970年代に紅磡湾を埋め立てた後なくなった。今私営住宅“海浜南岸”の一部である。

## 参考リンク
1. ↑  Colony of Hong Kong 1922 (Sheet 5) 香港公共圖書館 - 多媒體資訊系統